# Abraham Pulido
Abraham Pulido (Caracas; 18 de marzo de 1953) es un director y productor de cine y televisión venezolano. Ha dirigido más de 650 comerciales en formato 35 mm para cine y televisión y más de 80 videos musicales de conocidos intérpretes latinoamericanos.
Es el director de la película venezolana Hasta que la muerte nos separe y de la serie de televisión DeMente Criminal.

## Biografía
Infancia y adolescencia
Nace en Caracas, Venezuela, el 18 de marzo de 1953. Hijo de Abraham Pulido Odreman, piloto de aviación, y Ligia Méndez, profesora de inglés.
Desde muy temprano, Pulido incursiona en el mundo de la comunicación. Con diez años, en el tercer grado de primaria junto a un compañero del colegio, Noel Kinsgley, edita una revista colegial llamada “Centella” en un multígrafo. Allí Abraham, toma las fotos, escribe y coordina a los colaboradores.
En el tercer año de Bachillerato, Abraham edita de nuevo una revista protestaría que llama Kloacka, en contra de las estrictas estructuras del colegio San Ignacio de Loyola; colegio de Jesuitas, que para esa época educaba a los más privilegiados estudiantes de Caracas.
Etapa universitaria
Ya en la universidad, Abraham, se gradúa con honores de sociología en la Universidad Católica Andrés Bello. En el transcurso de la carrera, edita una nueva revista luego de ser expulsado junto con un grupo de estudiantes que buscaban reformas. En su primer año se lanza a una huelga de hambre por la libertad de expresión y de cátedra, y la re-incorporación de los expulsados. Al séptimo día fue llevado inconsciente a emergencia pero luego de hidratado vuelve a la huelga. Este movimiento logra grandes cambios en la universidad.
En el año 1976, Abraham hace un viaje por casi nueve meses en auto stop (“A dedo”) saliendo de la Plaza Venezuela, en Caracas y volviendo después por Boa Vista, Brasil, vía Manaos; entrando a Venezuela por Santa Elena de Uiaren, el pueblo más lejano de Venezuela, fronterizo con Brasil. “Fue casi un año donde cada experiencia vivida se convertía en una enciclopedia de aprendizajes de la vida misma”. “Me fui con 19 años y sentí que regrese con 29.”
Al mismo tiempo, Abraham fue miembro fundador, junto a los hermanos Querales, del Grupo Un Solo Pueblo. Movimiento que se puso como tarea la preservación y recolección de música autóctona venezolana, en muchos casos perdida, y se dio a la tarea de popularizarla de modo masivo; lo que cambió para siempre la música venezolana.
Abraham gana una beca gubernamental para estudiar su doctorado en Relaciones Internacionales en la Universidad de Georgetown en la ciudad de Washington D. C., USA. Allí, y mientras estudiaba inglés, «un profesor me recomienda que la mejor manera de aprender inglés era ir al cine y ver películas sin subtítulos, cosa que hice y 3 meses después decidí cambiar de profesión perdiendo la beca. Entendí que quería contar historias que tocaran a la gente, que cambiaran la vida de las personas al verlas en la pantalla. Y desde allí me dedique a crear historias e imágenes en movimiento que cada día lucho porque forjen un ser humano mejor». 
Trayectoria como director y productor en cine y televisión
Desde el año 1979 al 1982, Abraham obtiene su Master en Dirección de Cine en la AMERICAN UNIVERSITY. Allí se gradúa con honores y fue elegido por la universidad para dirigir un cuento del pintor y cineasta Ángel Hurtado, su mentor y maestro, que en ese momento estaba a la cabeza del departamento audiovisual de la OEA. Era un cuento de una hoja que junto a Cecilia Domeyko, una compañera chilena, adaptaron para un medio-metraje. La universidad junto con algunos de los compañeros estudiantes ayudaron al sueño de su primera película, Lily. Esta gana varios premios en el festival de cine de Mérida en Venezuela en 1984, incluido el de mejor actriz. Así como también, el premio a la mejor película del año otorgado por la ANAC (Asociación Nacional De Autores Cinematográficos de Venezuela).
En el año 1983, Abraham es llamado por Rolando Loewestein, quien fue el Director de Fotografía de Lily junto a Miguel Curiel, para trabajar en Radio Caracas Televisión. Medio a regañadientes acepta trabajar en RCTV, pues su deseo era seguir dirigiendo cine. Con gran éxito produce el “Talk Show” de mayor longevidad en la televisión venezolana: A puerta Cerrada, uno de los primeros talk show de habla hispana y el magazine televisivo de la mañana, de 4 horas, “Lo De Hoy” los cuales logran repuntar en preferencias del público y originalidad.  Abraham se une en primeras nupcias con Lola Lobato, en 1983 una diseñadora de modas, de quien se separa en el 2001. De esa unión nacen tres hijos Esteban Abraham (1983), Sebastián Eduardo (1986) y Laura Isabel (1989).
En 1986, es invitado por el presidente de VAPRO Publicidad para hacer un comercial para la firma internacional “PLUMROSE”, el cual se convirtió en un icono de la publicidad en Venezuela para la Navidad, por haber estado al aire por más de dos décadas. Desde ese momento ha realizado más de 900 comerciales en 35 mm y HD para Venezuela y el resto de Hispanoamérica.
En el año 1988 le es asignada la responsabilidad de la producción del “SALUTE” ofrecido por NATAS (National Academy of Television Arts and Science) de los Estados Unidos a RCTV como una de las compañías de televisión más representativas e innovadoras del mundo desde 1953. El evento sucede en el teatro ALICE TULLY HALL del Kennedy Center en la ciudad de New York. Este evento comunicacional contó con la presencia de los líderes internacionales más importantes de todos los países del mundo y fue todo un éxito lo que lo catapulto como un productor ejecutivo de alta factura.
En 1989 Abraham, se muda a la ciudad de New York, donde continúa su carrera como Director de Comerciales y Videos musicales de altísima factura. Allí es representado por la prestigiosa compañía productora Exit, de Gary Perwailer y luego por Steve Lewis de Director’s Network en Los Ángeles; realizando grandes piezas comunicaciones para empresas multinacionales. 
En Los Ángeles, Abraham escribe el guion de “OTHELLO CAFE”, que sería la primera versión de la película Hasta que la muerte nos separe, la cual filma en el 2011 y se estrenó en 2015.
En 1992 gana una licitación internacional para el gobierno de España y SONY MUSIC para la Expo Sevilla '92, donde realiza una pieza histórica de promoción para España Interpretada por Julio Iglesias y Placido Domingo, y escrita por Manuel Alejandro titulada: SOÑADORES DE ESPAÑA; canción que dio la vuelta al mundo, obteniendo múltiples e importantes reconocimientos.
En 1994 Abraham gana el MTV INTERNACIONAL por el video musical NO BASTA de Franco De Vita; hecho inédito porque representó la primera vez que un latino obtenía este premio pues para el momento no existía el MTV LATINO, también dirige los principales videos de los éxitos musicales de Franco de Vita, incluyendo el recordado “Louis”. Además de a Franco, Pulido ha dirigido piezas y programas para cantantes de la talla de Chayanne, Gilberto Santa Rosa, Luis Enrique, Lucero, Fey, La Mafia, La Ley, entre muchas estrellas más. Por estos videos obtiene innumerables premios y reconocimientos entre los que destacan varios premios “Lo Nuestro” de Univisión.
En el año 1996, tiene la oportunidad de dirigir para TELEMUNDO el Show del Carnaval de la Calle Ocho de Miami. Y fungir como Productor General de las Olimpiadas de Atlanta 96 para RCTV. En 1998 se desempeña como Productor General de las transmisiones del Mundial de Fútbol, Francia 98 para RCTV. Las transmisiones de la Olimpíadas y del Mundial de Fútbol, representaron un hito en la televisión latinoamericana, porque impactaron y renovaron la forma tradicional en la cual se hacían estas transmisiones; logrando altos niveles de audiencia en cada una de las emisiones.
Abraham y su equipo se erigen en el mundo del mercadeo institucional como el Gurú de las PRE-VENTAS (Up Fronts) en Venezuela, destacando las de RCTV y el DIARIO EL NACIONAL; el canal de televisión y el periódico más importante de Venezuela, respectivamente para quien todavía hoy sigue trabajando.
Como director/Productor para televisión, en los años 2000 y 2001, Abraham obtiene 2 premios y nominaciones por los reality shows: “Al Desnudo” y el musical “Con cierta Intimidad” del caballero de la Salsa Gilberto Santa Rosa para el canal GALAVISIÓN; subsidiaria de UNIVISION NETWORKS. En el año 2001, realiza una serie de 12 documentales para el canal por cable Infinito, del Grupo CISNEROS TELEVISIÓN, entre los que destacan “Los Orishas”, “El Frankestein del Caribe”, entre muchos otros.
En el año 2004 se casa con Mercedes Guzmán, Productora Ejecutiva y Art Director, de reconocida trayectoria en la televisión venezolana. Para Abraham, Mercedes es “El motor de cada uno de sus días”, con ella comparte su compañía Abraham Pulido & Asociados, fundada en el 2001 que derivo a Pulido Entertainment Corp en Venezuela y EE. UU., con la cual dan servicios de producción y asesorías estratégicas comunicacionales, convirtiéndose en pocos años en una de las compañías líderes en su categoría. Que cuenta con cliente desde P&G hasta DISCOVERY CHANNEL.
En el año 2010, Abraham Pulido es beneficiado con un incentivo de recursos por parte del CNAC (Centro Nacional Autónomo de Cinematografía) de Venezuela para la producción del largometraje. “Hasta Que La Muerte Nos Separe” el cual fue escrito por el propio Abraham con la colaboración de Ricardo Lorenzo, Osvaldo Boscacci y Fernando León y producido por Mercedes Guzmán. La película fue estrenada en Venezuela durante el mes de abril y se convirtió en la película venezolana más taquillera en 2015.
Durante el año 2012, tuvo la oportunidad de dirigir para VV Studios, la teleserie “Los Secretos de Lucía”, específicamente, la unidad de Miami. Ahora mismo, se encuentra dirigiendo la teleserie “De Mente Criminal” para VV Studios/Univisión/Unimas del cual el sirvió de la semilla del desarrollo del proyecto inspirado en el caso real del siquiatra venezolano Edmundo Chirinos involucrado y hallado culpable de asesinado a una joven entre unas mil mujeres abusadas. (Entrevista realizada por la Revista Produ.)
En estos momentos preparando varias series y una nueva película para el 2015.

## Premios y reconocimientos
- 2005-2006. Premio Inma (International Newspaper Marketing Assoc)
- 2001. Mejor Estrategia de Comercialización de un Periódico. Entregado por ANDA (Asociación Nacional de Anunciantes)
- 2001. Premio Monseñor Pellín. "Edición 9.º Aniversario del Diario Tal Cual".
- 2001. Emmy Award. Programa “Con Cierta Intimidad” y “Al Desnudo”. Cisneros Televisión Group.
- 2001. Premio Productor de Oro. Campaña “Tal Cual Aniversario”
- 2001. Grammy Award Nominación. “La Ley. Show con Cierta Intimidad”
- 1999. Mejor Campaña para Periódicos Venezolanos para El Nacional.
- 1997. Mejor video de Salsa. Annual Music Magazine Award Puerto Rico.
- 1995. Premio Revista Billboard al Mejor video musical para la Mejor Canción del Año: “Vida” del Grupo La Mafia.
- 1995. Grammy Nominación Video musical. Luis Enrique “Así es la Vida...”
- 1995. Nominación al Premio “Lo Nuestro” de la Cadena Univisión al Mejor Director de Videos musicales por el Video de Luis Enrique “Así es la Vida”
- 1995. Mejor video musical Tropical del Año. Por Luis Enrique “Así es la Vida”
- 1994. Mtv Music Awards. Mejor video musical Internacional. “No Basta” Franco de Vita. Sony International.
- 1992.  Mejor video musical para las Olimpíadas de Barcelona. España / Miami. CBS España.
- 1991. Mejor video musical del Año “Production” Revista Hispanic Entertainment por “No Basta” de Franco de Vita. Sony Discos International.
- 1991. Golden Eagle Award. Mejor campaña PSA del año 1991 “Date un Chance” de Diet Pepsi.
- 1991. Mejor Comercial de Bancos del Año. Premio ANDA 1991 (Asociación Nacional de Anunciantes de Venezuela) “Campaña de Conservación de los Árboles” (Arborización) ARS Publicidad.
- 1991. Video del Año “Telemusica Countdown” para “Date un Chance” Sony Discos International
- 1990. Mejor video Internacional del Año por "Soñadores de España". Plácido Domingo y Julio Iglesias. Hispanic Critics. Usa.
- 1990. Mejor Producción de Video musical del Año. Revista Billboard, Critic’s Choice Latin. Cartelera Sony Discos International.
- 1990. Nominación para MTV Awards para el Mejor video Internacional. “Louis” Franco de Vita/CBS International.
- 1990. Mejor video del Año. Premio Ronda, Otorgado por los Críticos de Espectáculos De Venezuela por el video “Louis” Franco de Vita. Sony Discos International.
- 1989. Mejor Comercial de Comedia del Año. Fiap Argentina “Rock-o-Late”
- 1988. Mejor Comercial del Año. “Metroliner”, Venezuela /Corpa, Oguilvy & Mather.
- 1987. Mejor Comercial de Autos del Año. “Fiat”
- 1984. “Lily” Mejor Película del Año. Otorgado por la ANAC (Asociación Nacional de Autores Cinematográficos) Dirigida, Producida y Escrita por Abraham Pulido.